# Махатма Ганди (служебная марка Индии)
Служебная марка Индии «Махатма Ганди» номиналом в 10 рупий была выпущена в 1948 году, вскоре после смерти Махатмы Ганди, и считается самой известной почтовой маркой Индии. Она относится к первым индийским маркам, на которых изображён индиец. На марке была произведена надпечатка англ. «Service» («Служебная»), поскольку она предназначалась для официального использования генерал-губернатором Индии. Изготовлено было лишь 100 экземпляров этой марки (на двух листах), то есть меньше любой другой известной марки, что делает её одной из самых редких и дорогостоящих марок Индии.

## Выпуск почтовых марок

### История

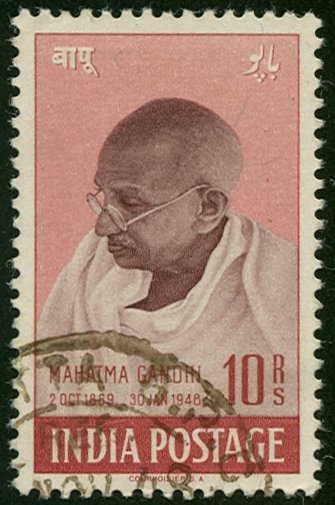
Прошедшая почту марка номиналом в 10 рупий.

Набор почтовых марок, при жизни изображающих Махатму Ганди, идеолога движения за независимость Индии от Великобритании, планировалось первоначально издать в январе 1948 года. С этой целью агентству «India Security Press» в Насике поручили подготовить серию из четырёх таких марок. Однако их не успели выпустить, когда пришло известие об убийстве Ганди. В правительстве Индии решили напечатать в память о Ганди марки, использовав способ фотогравюры, и поэтому пришлось прибегнуть к услугам швейцарской типографии «Hélio Courvoisier» в Женеве.
Четыре памятных марки были эмитированы 15 августа 1948 года по случаю первой годовщины Дня независимости Индии. Четвёртая марка самого высокого номинала (10 рупий) была слишком дорогая для большинства населения страны.

### Описание
Серия включала марки разных цветов номиналом в 1,5, 3,5 и 12 анн (с одинаковым портретом Ганди на этих трёх почтовых миниатюрах), а также 10 рупий (Sc #203—206).
На марке в 10 рупий, которая была несколько крупнее других марок серии, представлен портрет Махатмы Ганди вполоборота. Голова была выполнена в сером цвете, остальная часть рисунка марки — в красновато-коричневом. В двух верхних углах марки напечатано слово «Бапу» («отец») на двух языках: хинди и урду (как символ единения). Внизу в несколько строк размещены текст и номинал марки: «MAHATMA GANDHI 2 OCT 1869 30 JAN 1948 10 R/S INDIA POSTAGE» («Махатма Ганди. 2 октября 1869. 30 января 1948 года. 10 рупий. Индия. Почтовый сбор»). В общей сложности было отпечатано 250 тысяч марок на листах из 50 марок, в 5 рядов по 10 марок в каждом, с зубцовкой 11½ мм.
На остальных трёх марках Махатма Ганди изображён в анфас и, кроме того, в других цветах: 1,5 анны — коричневый, 3,5 — синий, и 12 анн — серо-зелёный.

Серия почтовых марок Индии в честь Махатмы Ганди (1948)
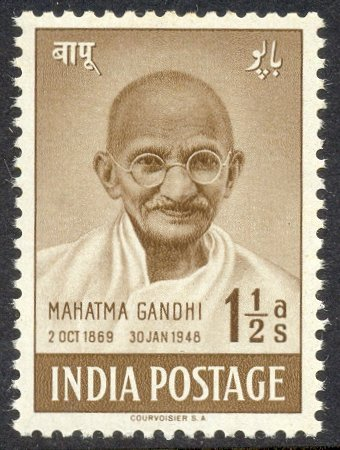
1,5 анны
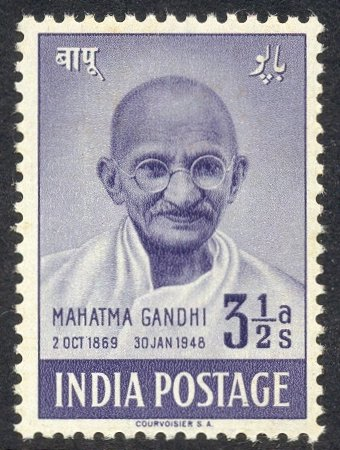
3,5 анны
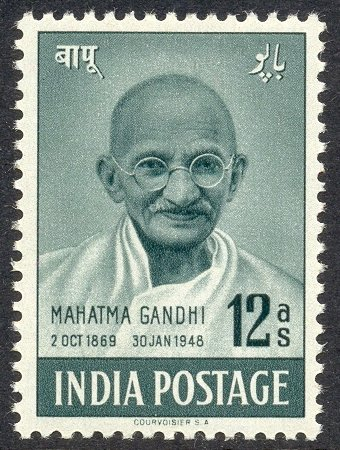
12 анн
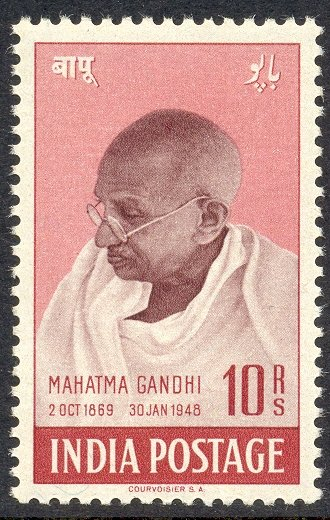
10 рупий

### Целые вещи
По случаю выхода марок в почтовое обращение были изготовлены конверты первого дня.
13 марта 2012 года на интернет-аукционе eBay за 8600 долларов США был продан частный авиапочтовый конверт, франкированный полной серией из четырёх марок с портретом Ганди. Конверт с надписью «Homage to Mahatma Gandhi who taught the world the way of life and the way of death» («С уважением к Махатме Ганди, который научил мир дороге жизни и дороге смерти») был отправлен авиапочтой из Бомбея в Брайтон (графство Суссекс в Англии).

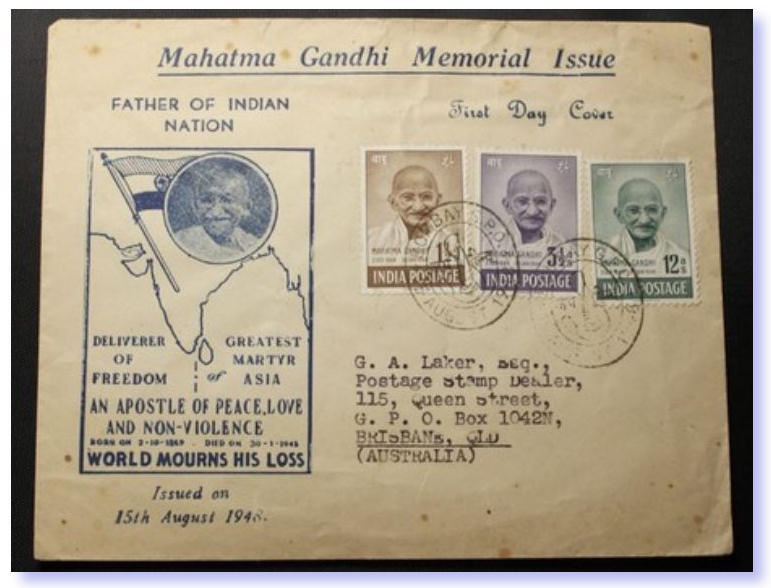
Конверт первого дня с тремя марками из четырёх, отправленный из Бомбея в Брисбен (Австралия).
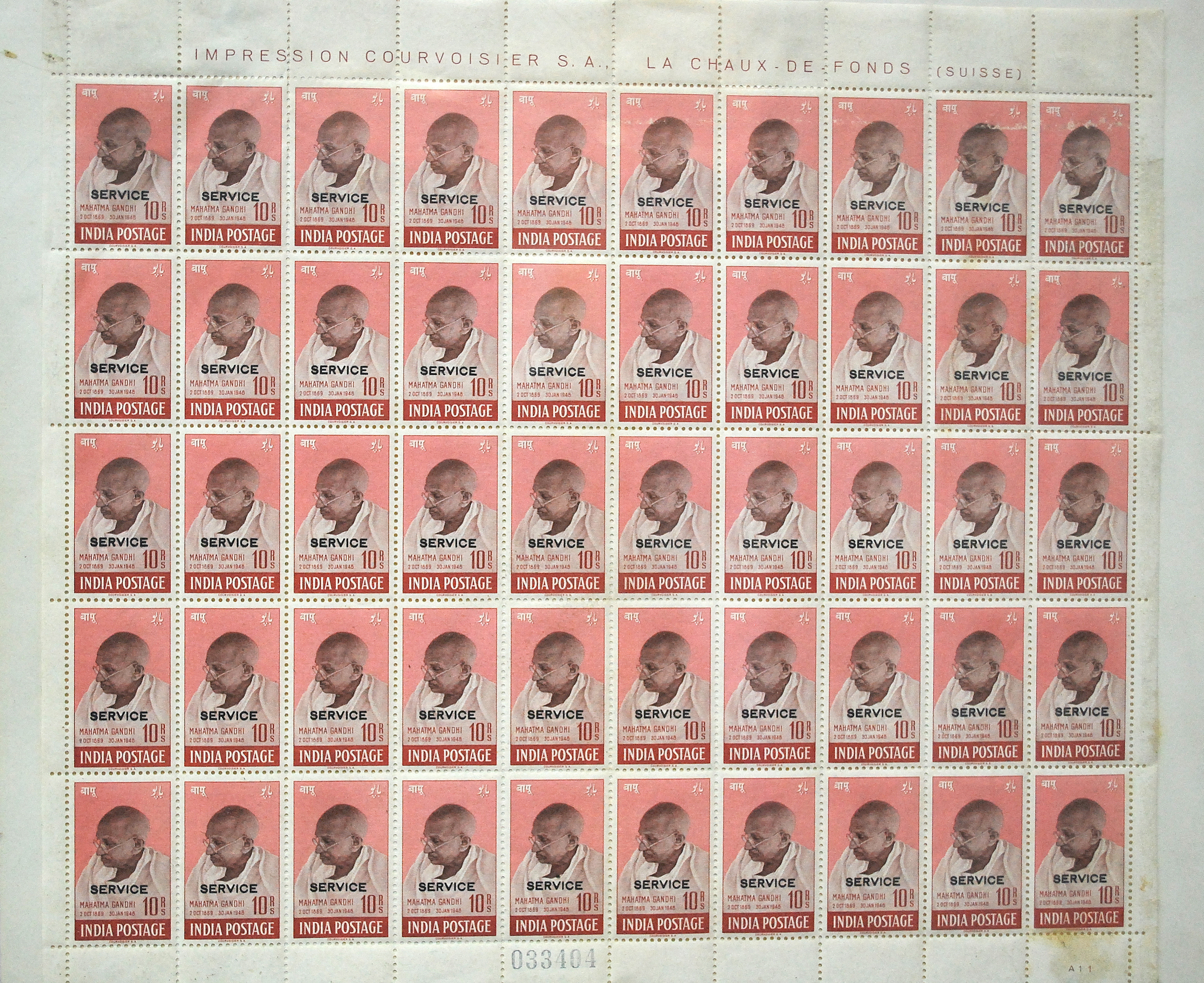
Марочный лист из 50 служебных марок, демонстрировавшийся на Международной филателистической выставке «Indipex-2011» в Нью-Дели.

## Служебные марки

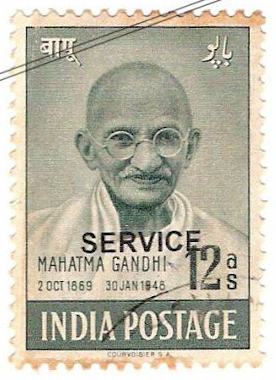
Прошедшая почту служебная марка номиналом в 12 анн.

Часть тиража памятных марок «Махатма Ганди» 1948 года была также надпечатана надписью «Service» для использования их в качестве служебных марок в канцелярии генерал-губернатора Индии Чакраварти Раджгопалачарии.
На марках номиналом в 10 рупий подобные надпечатки производились только на двух марочных листах общим тиражом 100 марок. Из этих 100 марок с надпечаткой несколько были выданы чиновникам, в то время как большинство, в том числе неповрежденный лист из 50 марок, хранятся ныне в Национальном архиве Индии, почтовых музеях и других местах. В 2006 году сообщалось, что лишь восемь марок находятся в частных руках.
Данная служебная марка стала одной из самых дорогостоящих и редких марок Индии. В частности, на аукционе Давида Фельдмана в Женеве одна такая марка была продана 5 октября 2007 года за 38 тысяч евро, а 19 мая 2011 года — за 144 тысячи евро (205 тысяч долларов США), что стало рекордной ценой за одну почтовую марку, напечатанную в новейшее время.
По информации аукциона Фельдмана, на руках сохранилось только 18 марок. Известны также подделки надпечатки.